# Stephan Schütze
Johann Stephan Schütze (* 1. November 1771 in Olvenstedt; † 19. März 1839 in Weimar) war ein deutscher Schriftsteller und gehörte zum Kreis um Johann Wolfgang Goethe.

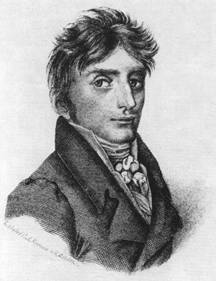
Stephan Schütze

## Leben und Wirken
Schütze wurde als Sohn eines wohlhabenden Bauern geboren. Nach einer Kaufmannslehre und dem Besuch einer Handelsschule und des Pädagogium des Klosters Berge (von 1789 bis 1794) studierte er von 1794 bis 1797 Evangelische Theologie, und zwar zunächst in Halle, später in Erlangen. Nach kurzer Tätigkeit als Privatlehrer in Magdeburg und als Hofmeister ging er 1804 nach Weimar, um dort, unterstützt von einem reichen Magdeburger Onkel, der ein Handelshaus betrieb, Dichter zu werden.
In Weimar geriet der zurückhaltende, verwachsene Schütze in die Position eines wunderlichen stadtbekannten Originals. Später heiratete er die Witwe Wilhelmine Schäler. Er arbeitete als Journalist und Theaterkritiker. Als Autor war er für Zeitungen und Taschenbücher tätig. Mehr als dreißig Jahre lang war er der Herausgeber des beliebten Taschenbuches der Liebe und Freundschaft gewidmet (TdLF). Daneben gab er weitere Publikationen – darunter Der Wintergarten, das Journal für Literatur, Kunst, Luxus und Mode sowie Der Frühlingsbote – heraus.
Schütze verkehrte im Haus Schopenhauer und war Chronist der Abendgesellschaften der Johanna Schopenhauer. Er begleitete Goethe, den er am 12. November 1806 kennengelernt hatte, auf Badfahrten und arbeitete mit Künstlern wie E.T.A. Hoffmann, Ludwig Bechstein und Adelbert von Chamisso zusammen.
Schütze schuf ästhetische Schriften (Theorie des Reims, 1802 und Theorie des Komischen, 1817), wodurch er auch in Musikkreisen beachtet wurde. Er gehörte zu den Gründungsmitgliedern der Weimarer Kunstfreunde und bemühte sich um die Erhaltung des Goetheschen Erbes. Schütze war Hofrat.

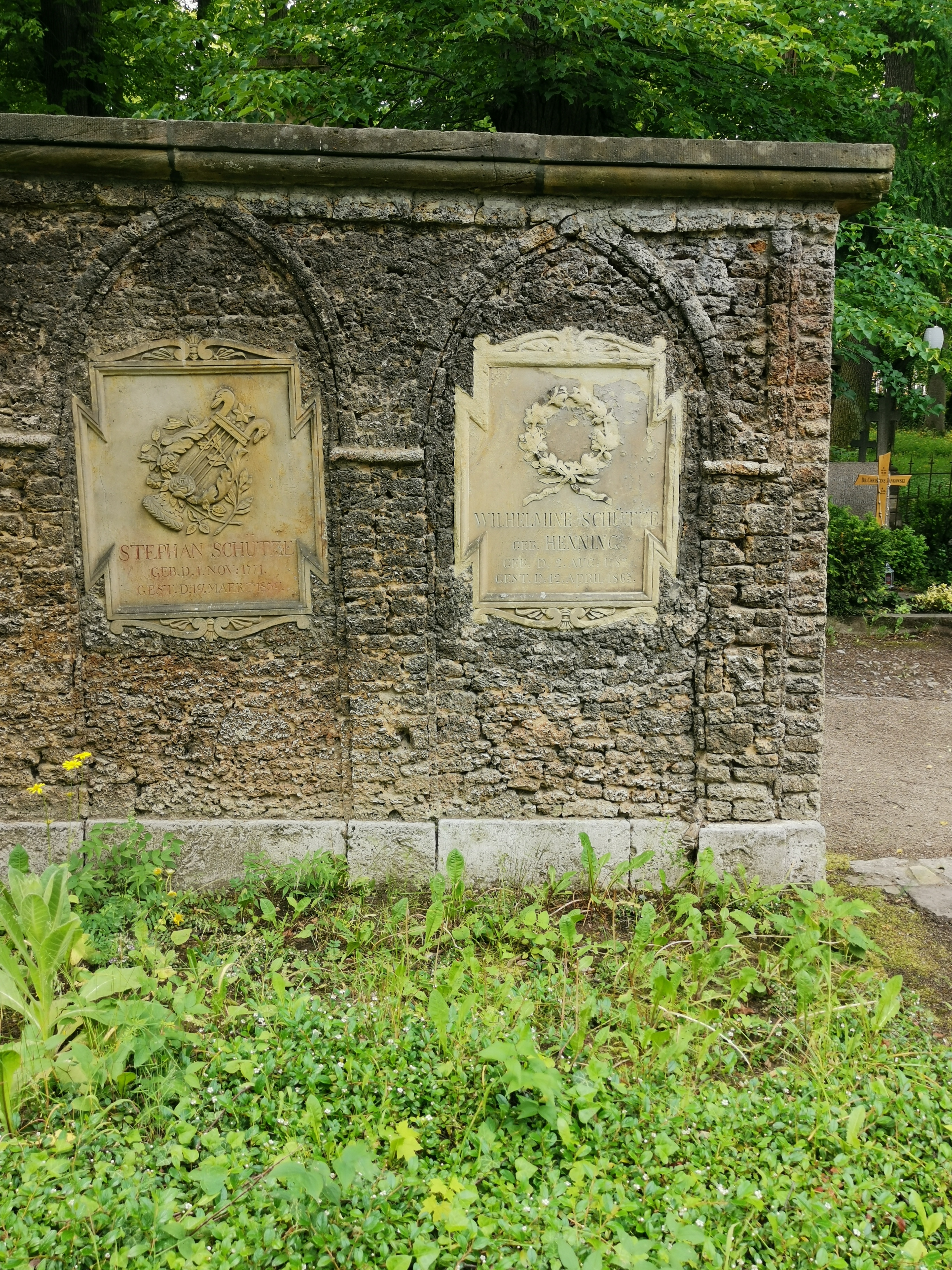
Grabstätte

Er ist mit seiner Frau auf dem Historischen Friedhof Weimar bestattet.

## Ehrungen
In Magdeburg sind eine Straße und ein Platz nach ihm benannt.